# Nelson (Lancashire)
Nelson – miasto w Anglii, w hrabstwie Lancashire, w dystrykcie Pendle. Leży 41 km na północ od miasta Manchester i 295 km na północny zachód od Londynu. W 2001 miasto liczyło 28 998 mieszkańców.